# Гумполець
Гумполець (Czech pronunciation: [ˈɦʊmpɔlɛt͡s] ; нім. Humpoletz) - місто в окрузі Пельгржімов краю Височина Чехії. Тут проживає близько 11 000 жителів.

## Адміністративні частини
Села Брунка, Гневковіце, Клетечна, Красонув, Лготка, Петровіце, Плачкув, Розкуш, Світлице, Світлицький Двір і Вілемов є адміністративними частинами Гумполця.

## Географія
Гумполець розташований близько 22 км на північний захід від Їндржихув Градець, приблизно на півдорозі між Прагою та Брно. Розташований на високогір'ї Кржемешник. Пагорб Красна Виглядка висотою 663 м є найвищою точкою муніципальної території. Значна кількість невеликих ставків, деякі з них знаходяться в міській зоні.

## Історія
Перша письмова згадка про Гумполець датується 1178 роком. 
У XIII-XV ст. це було місто, що видобувало срібло. Гумполець став відомий виробництвом драпіровок з XVII ст., яке досягло свого піка в XIX ст.

## Економіка
Гумполець традиційно промислове місто. Найбільшим роботодавцем є Valeo Compressor Europe, виробник компресорів для автомобілів. З 1597 року в місті заснована пивоварня "Bernard".

## Транспорт
Через Гумполець проходить автомагістраль D1.
Тут починається залізниця місцевого значення Гумполець - Гавличкув Брод.

## Галерея

Архітектурні пам'ятки
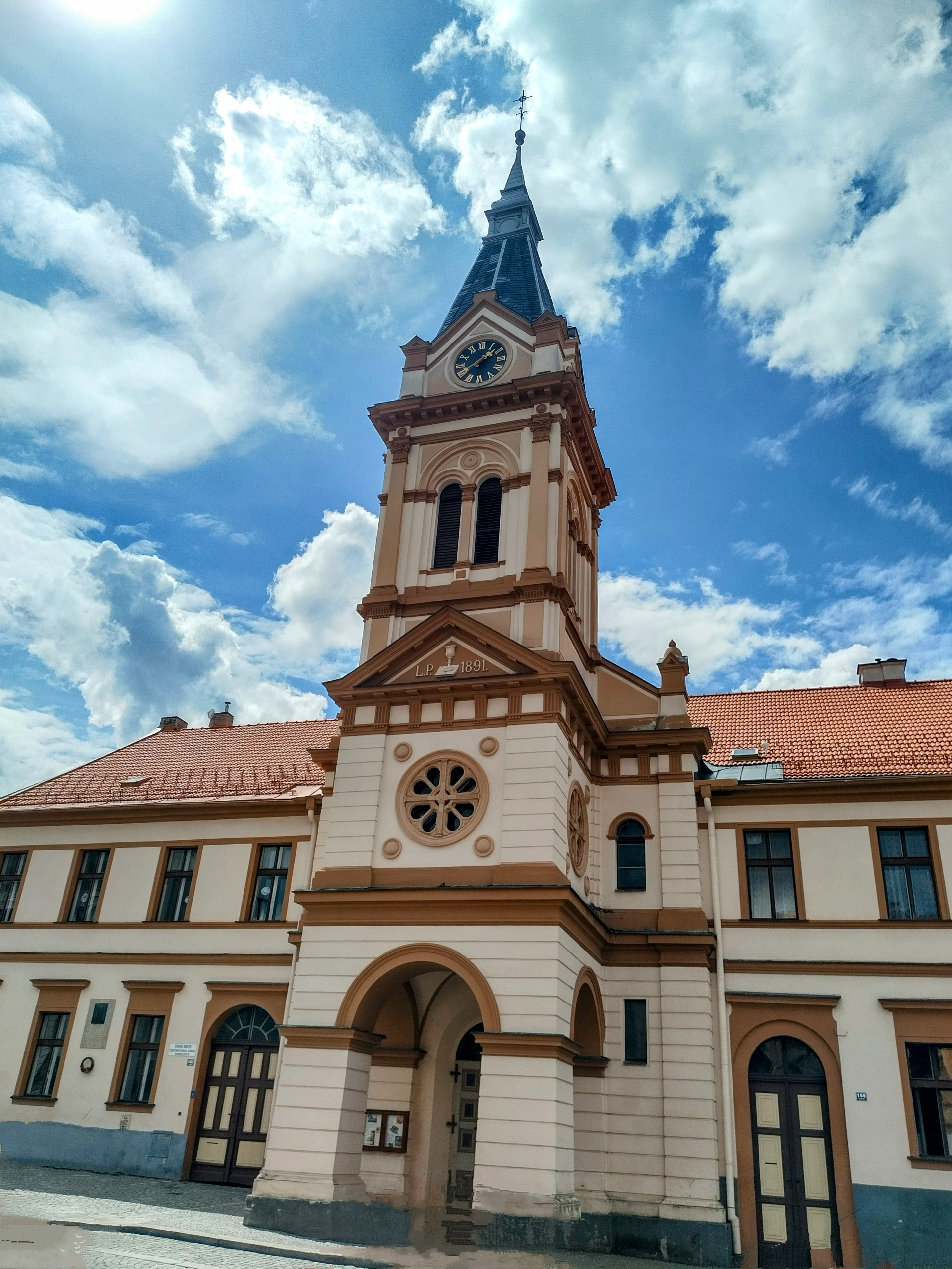
Євангельський костел
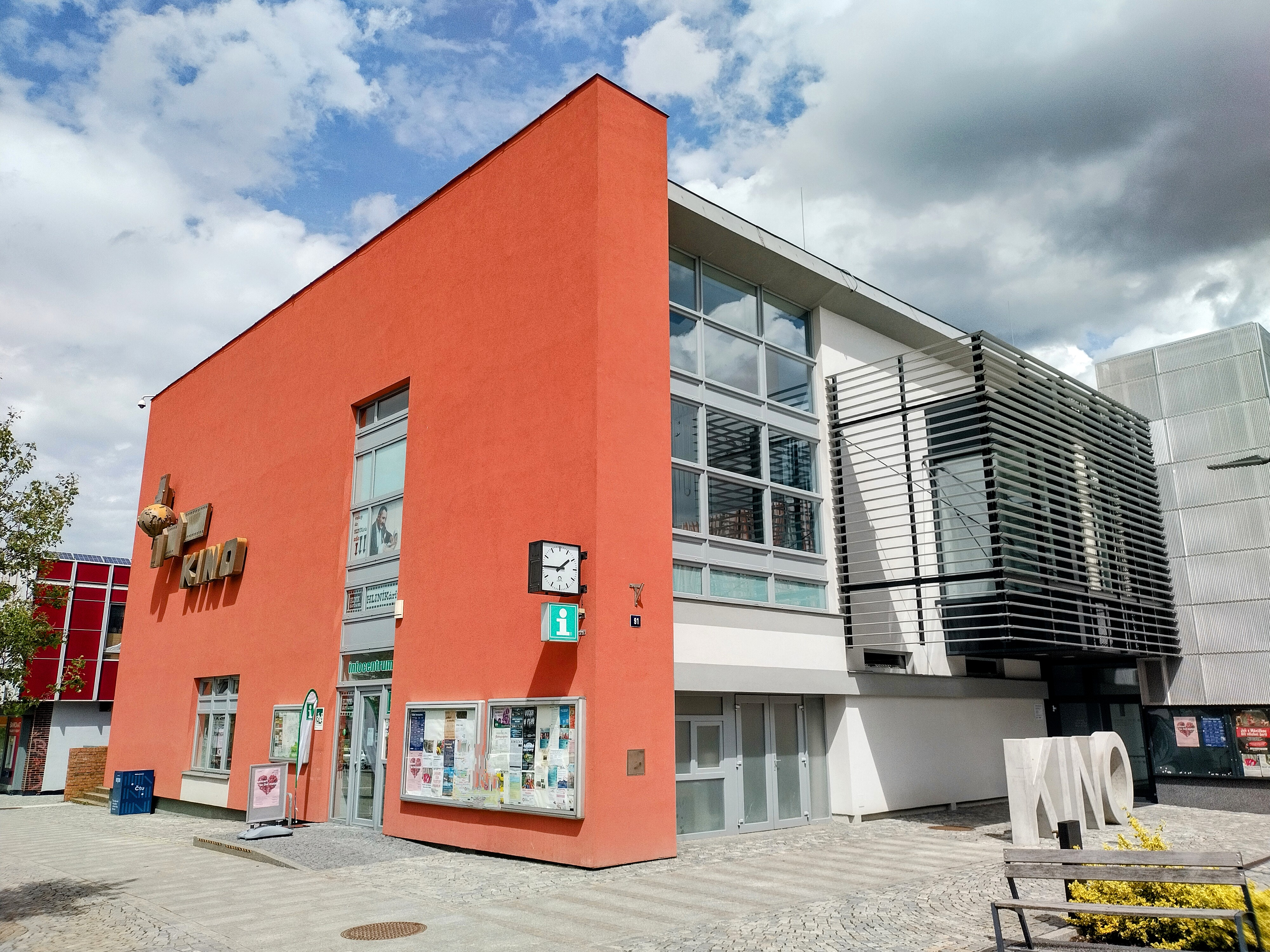
Кінотеатр
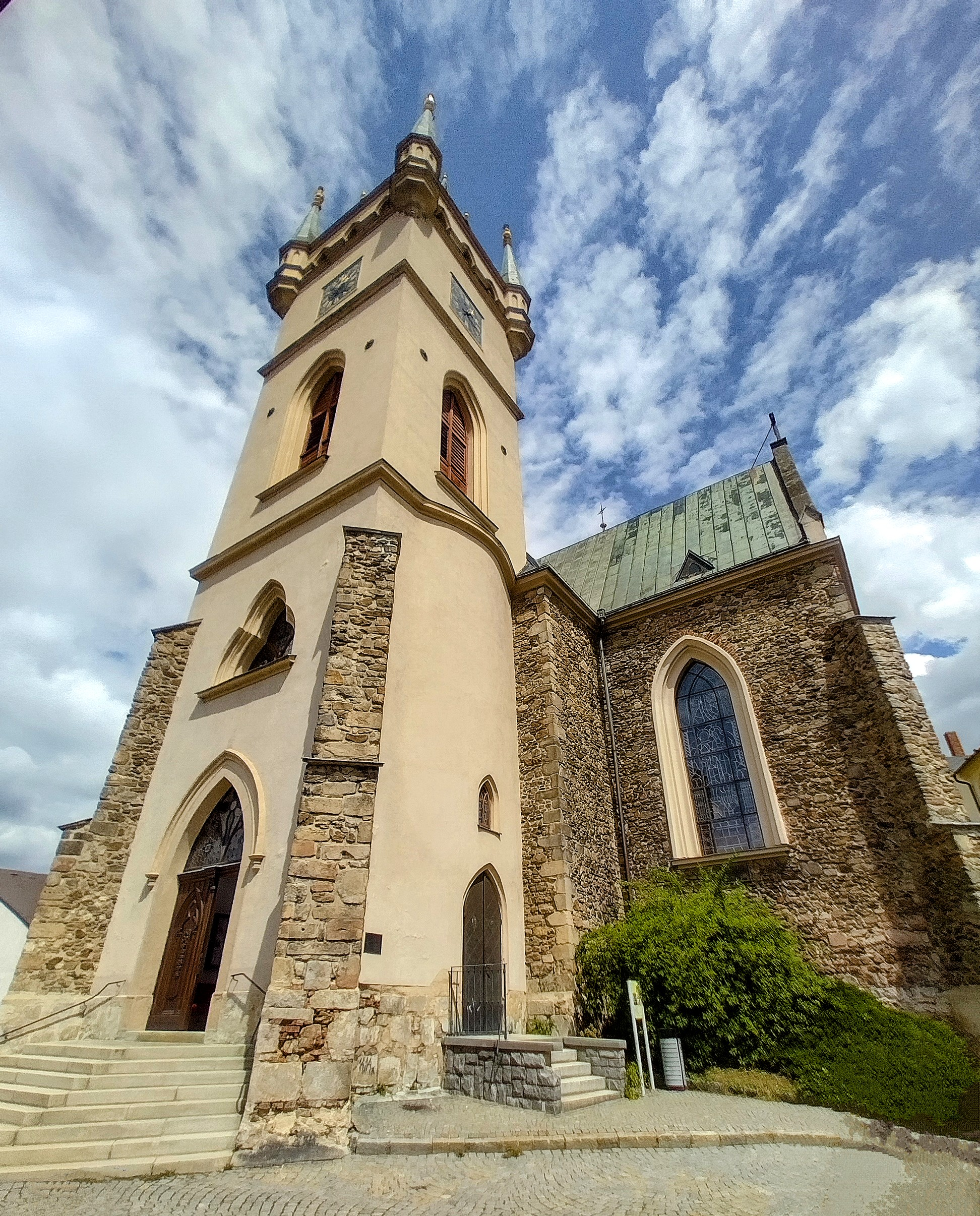
Костел Святого Миколая
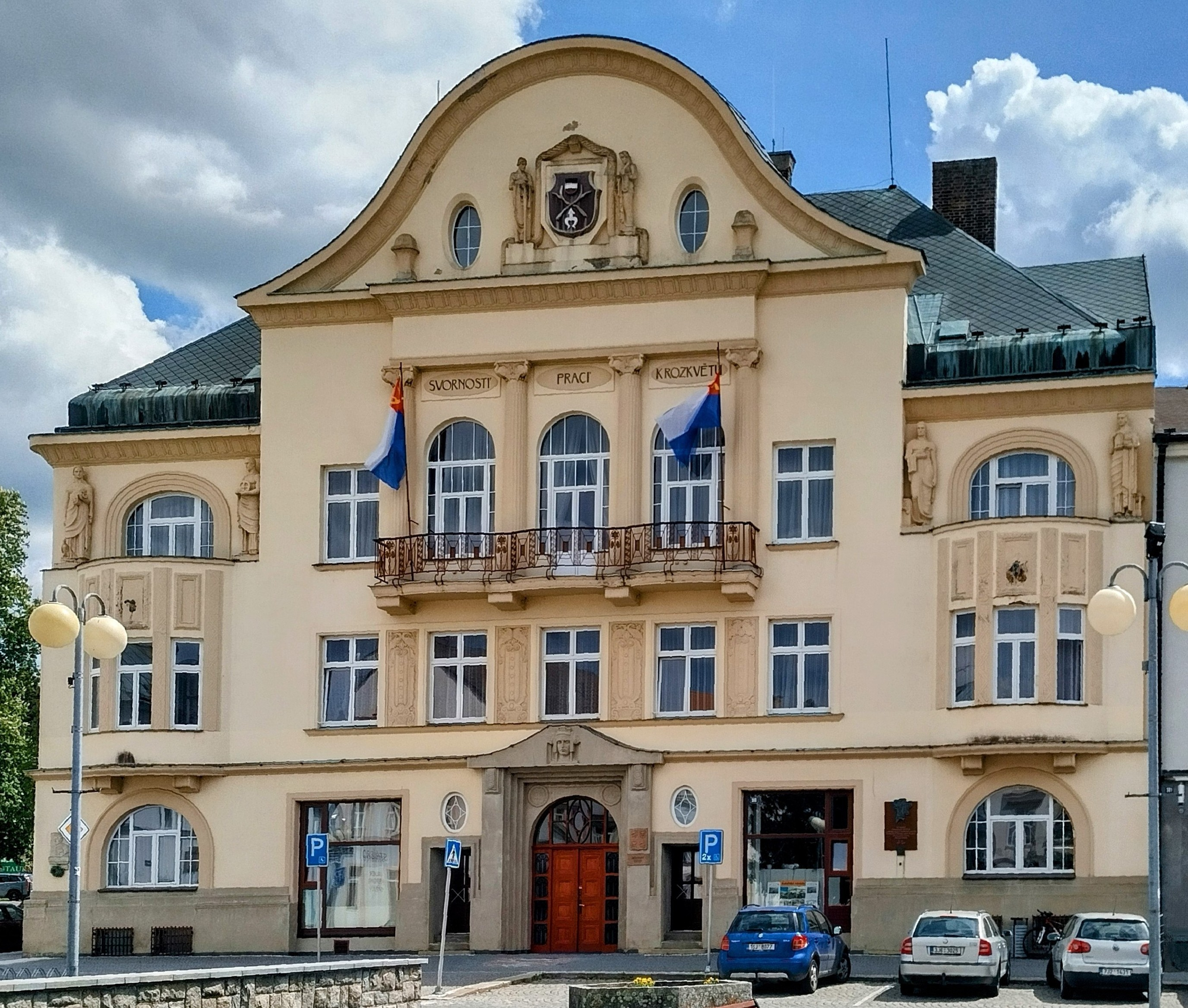
Муніципалітет
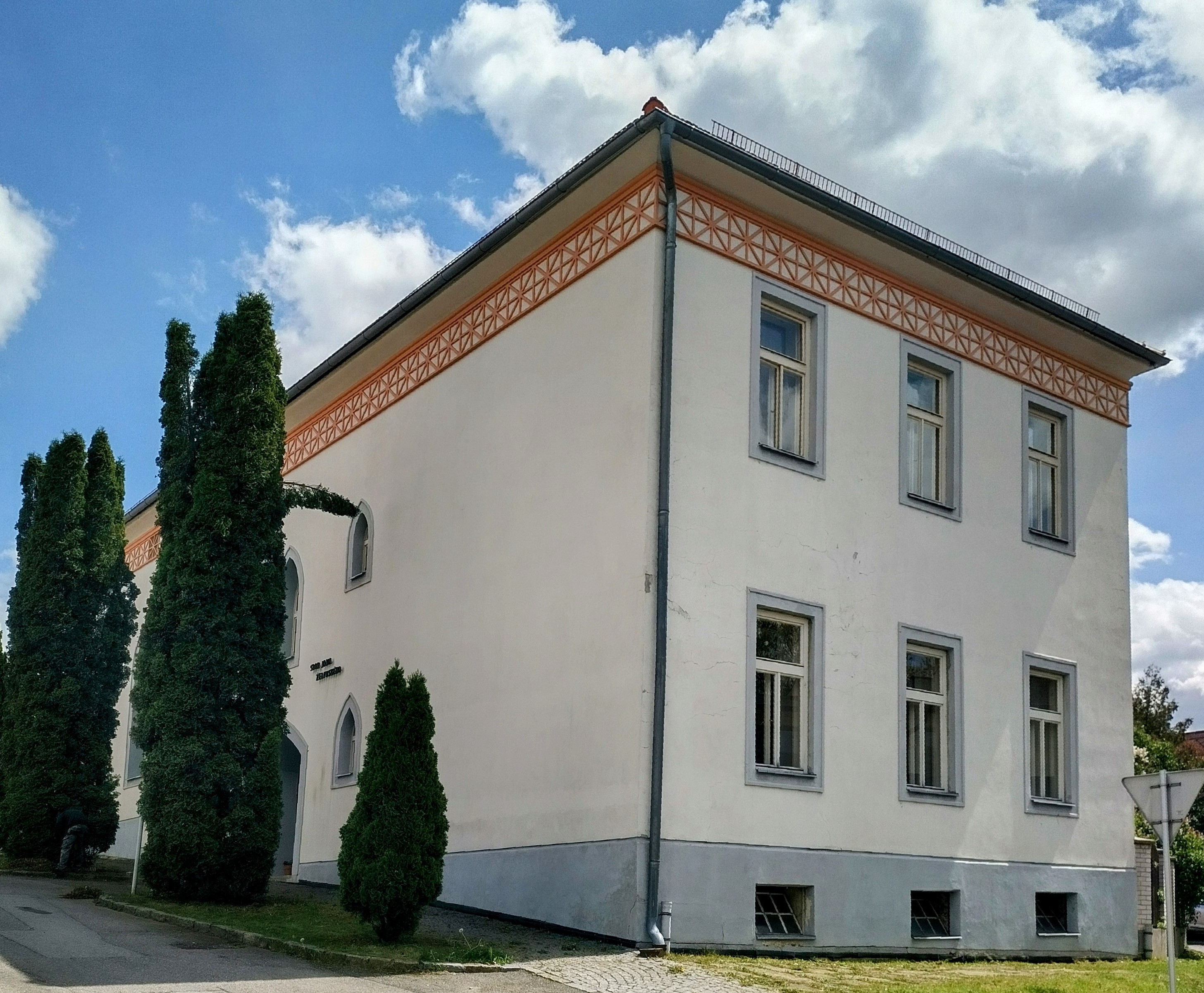
Синагога
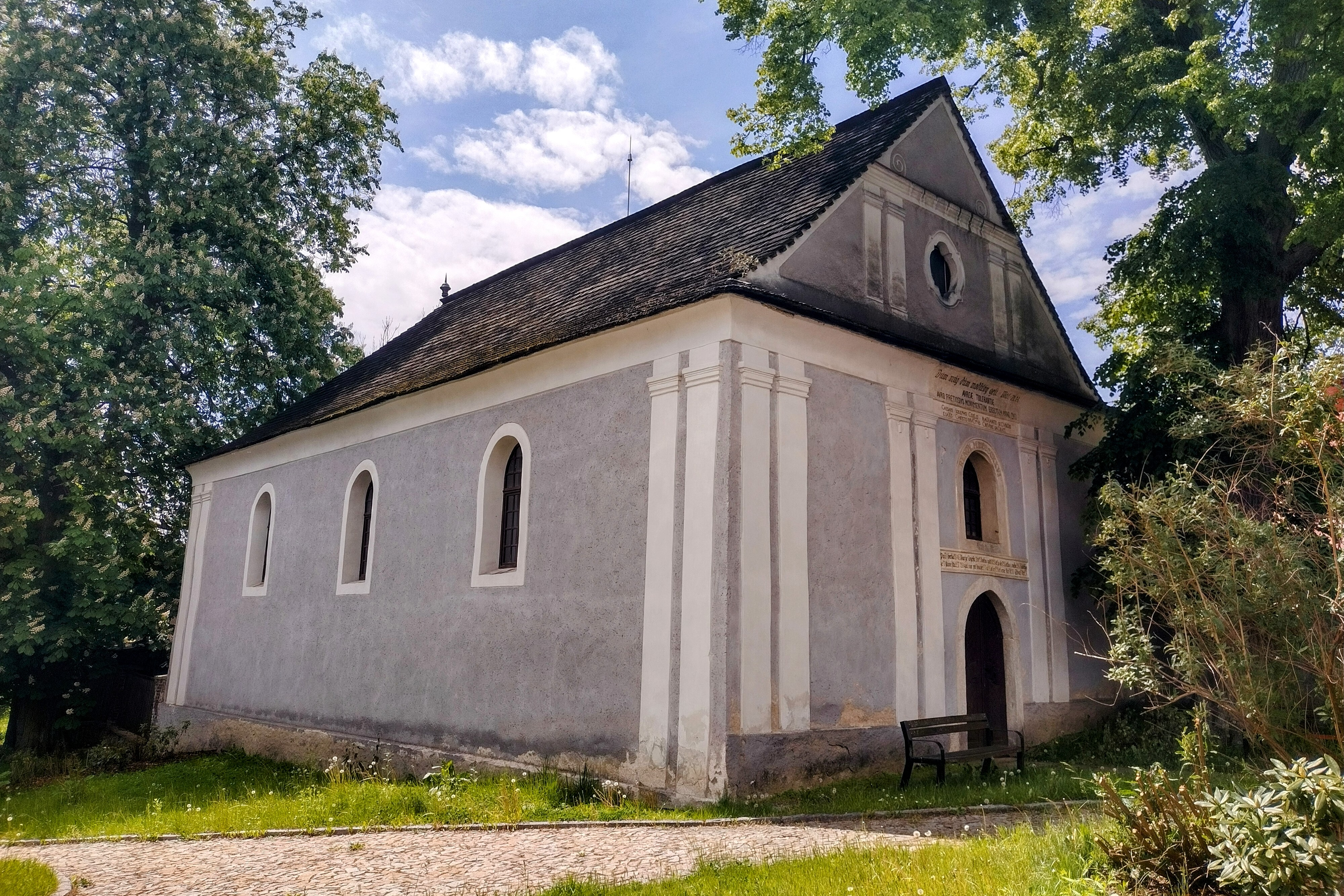
Толерантний костел
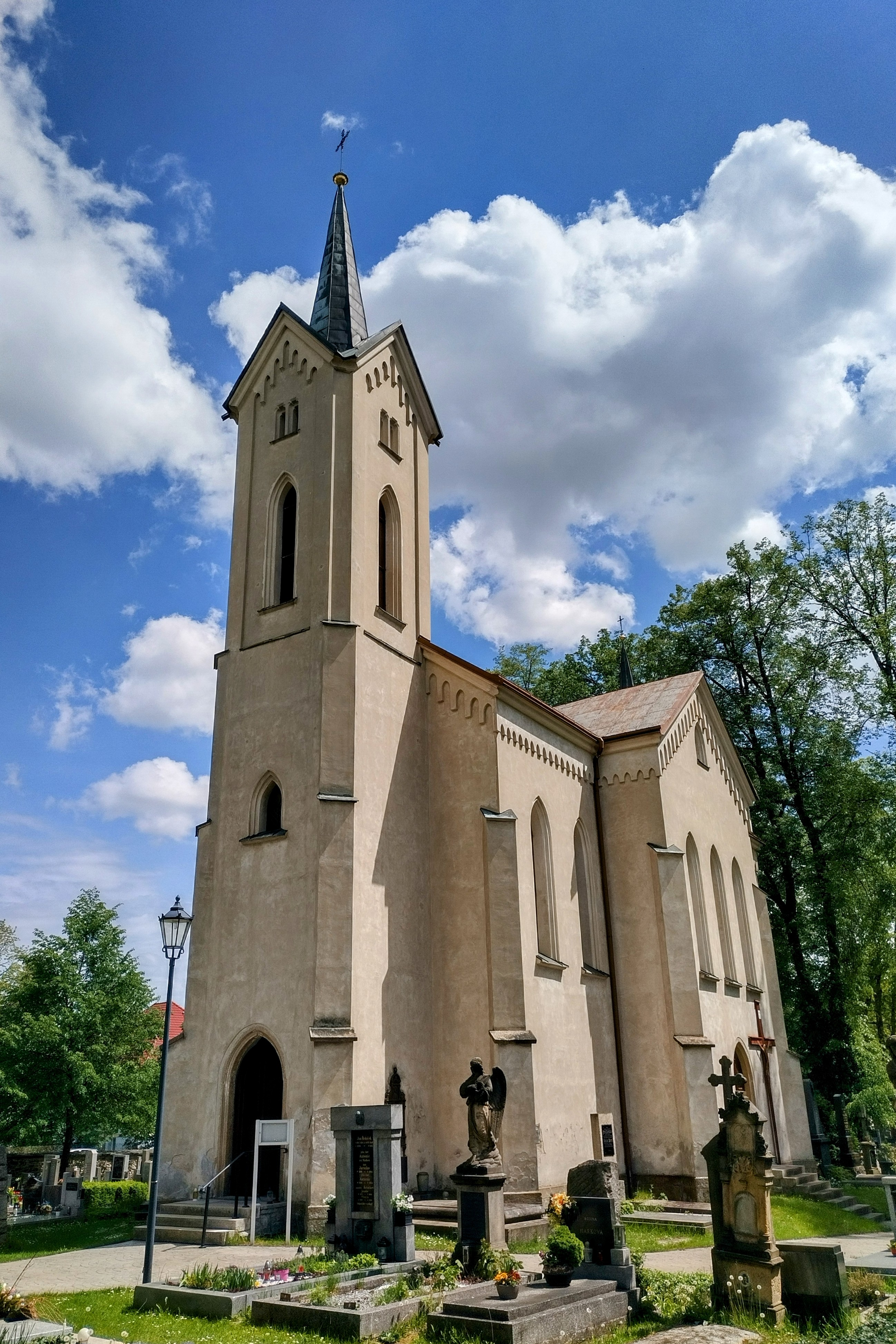
Цвинтарний костел Св. Яна Непомуцького
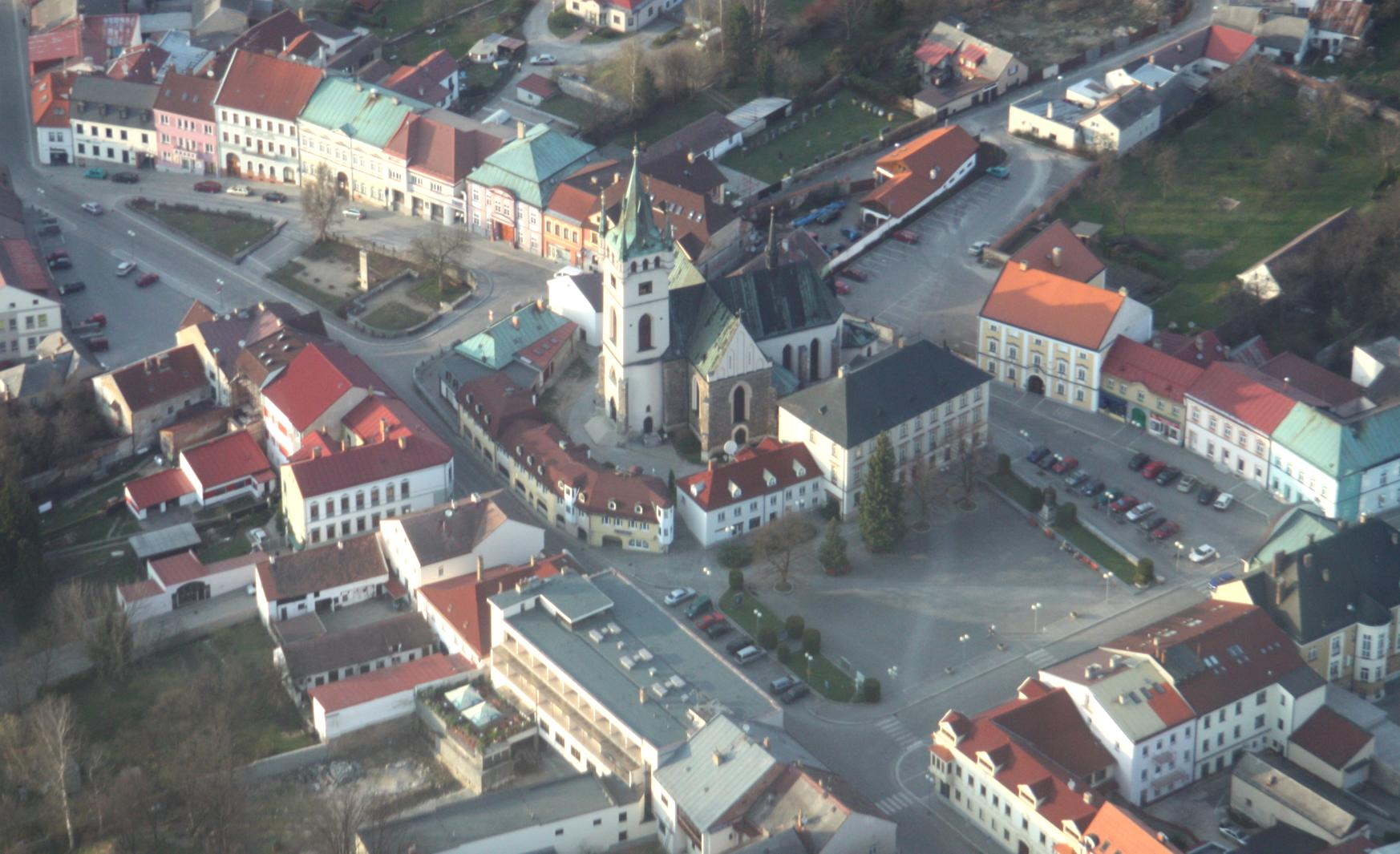
Панорамний вид на місто

Пам'ятники та меморіальні дошки
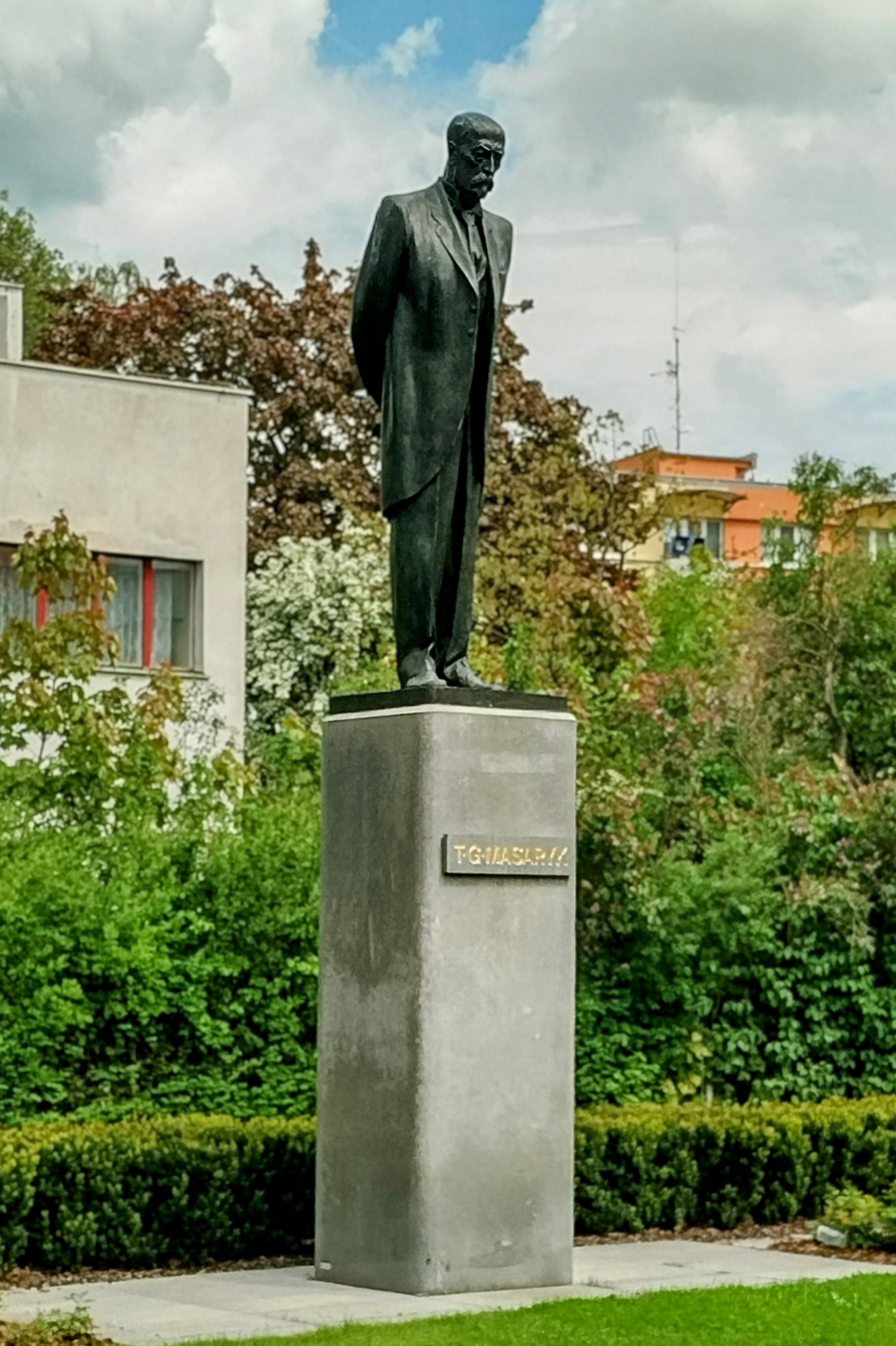
Томаш Г. Масарик
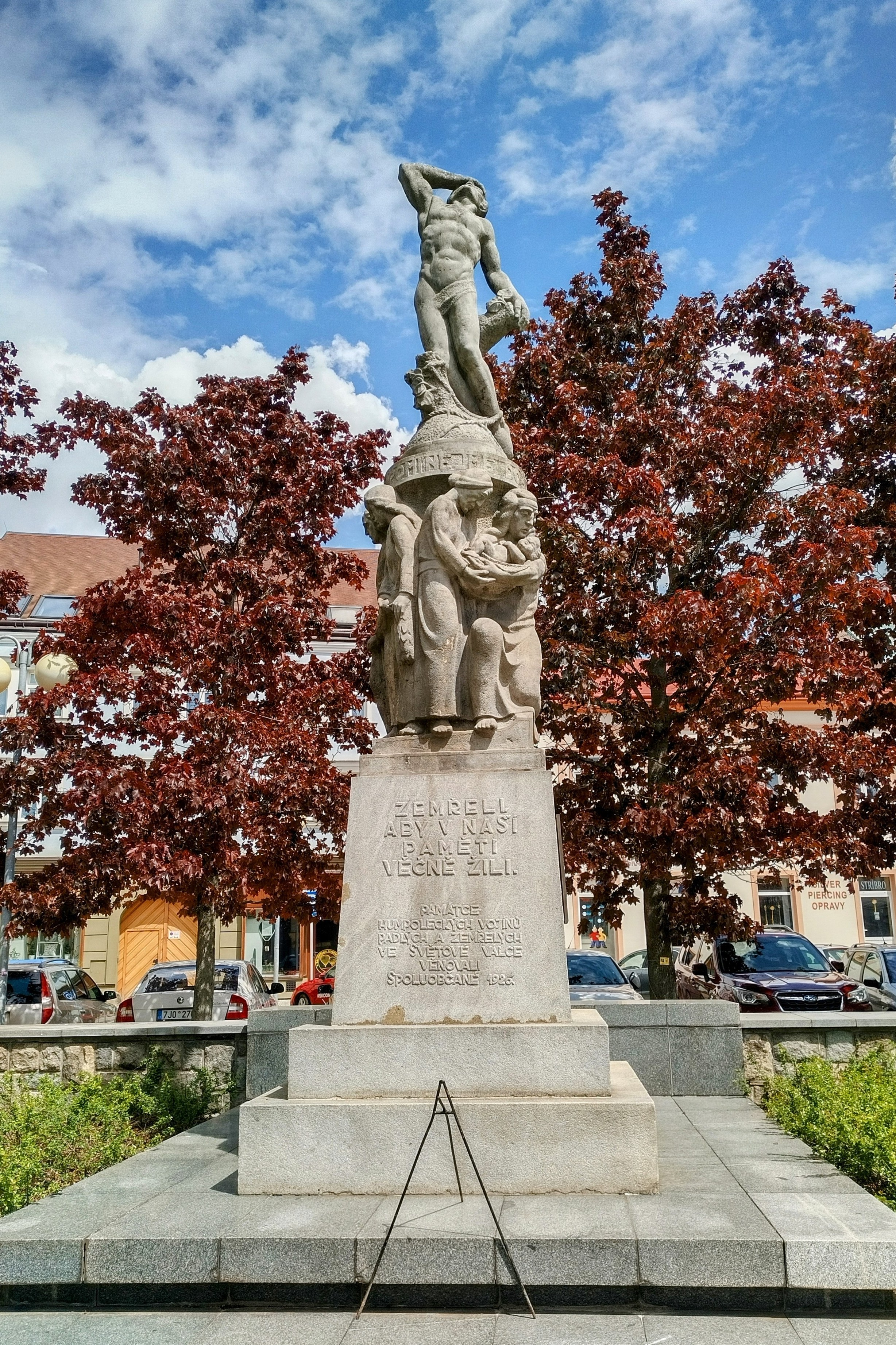
Жертвам I - II Світової війни та комунізму
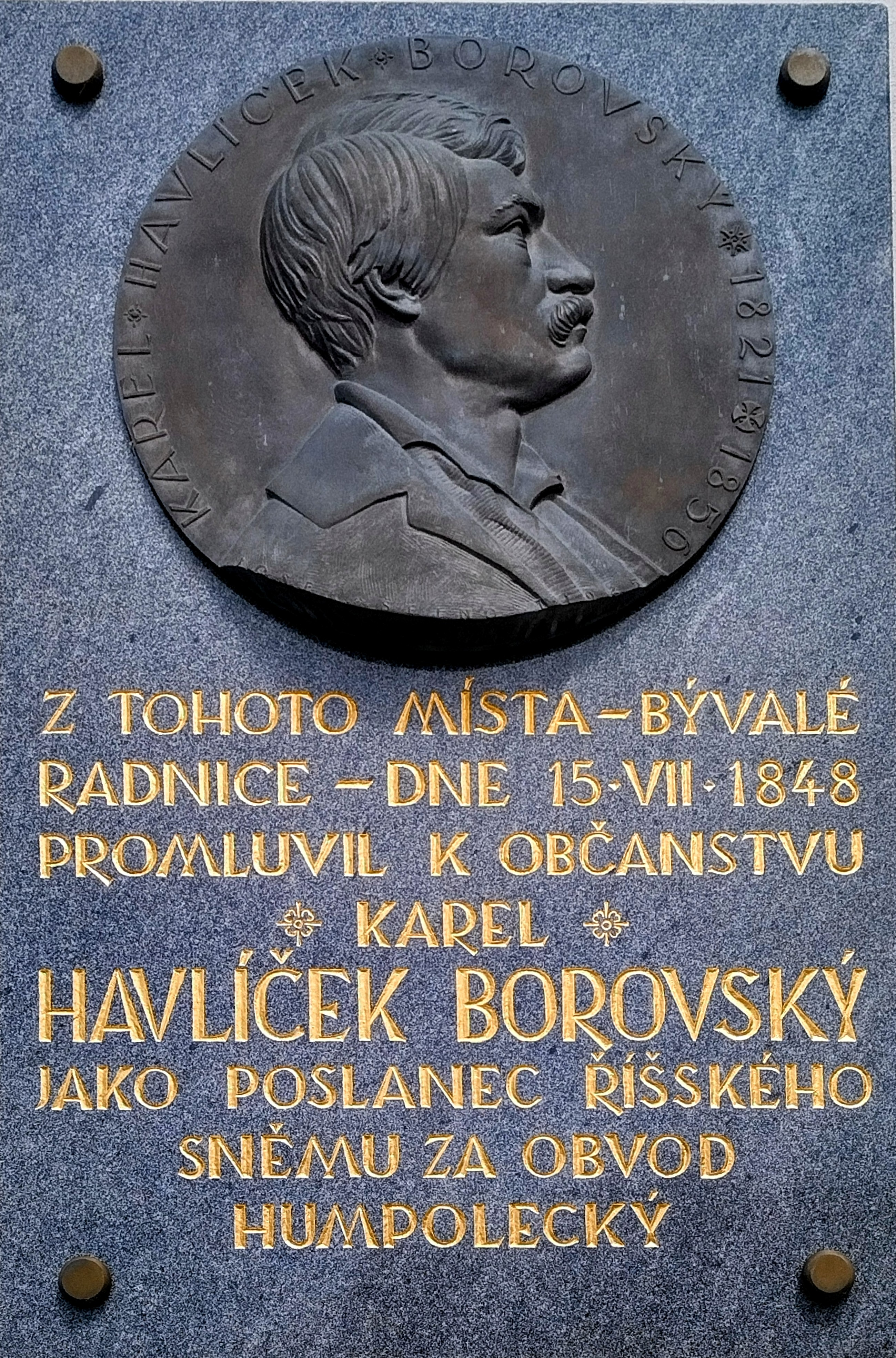
Карел Гавлічек-Боровський
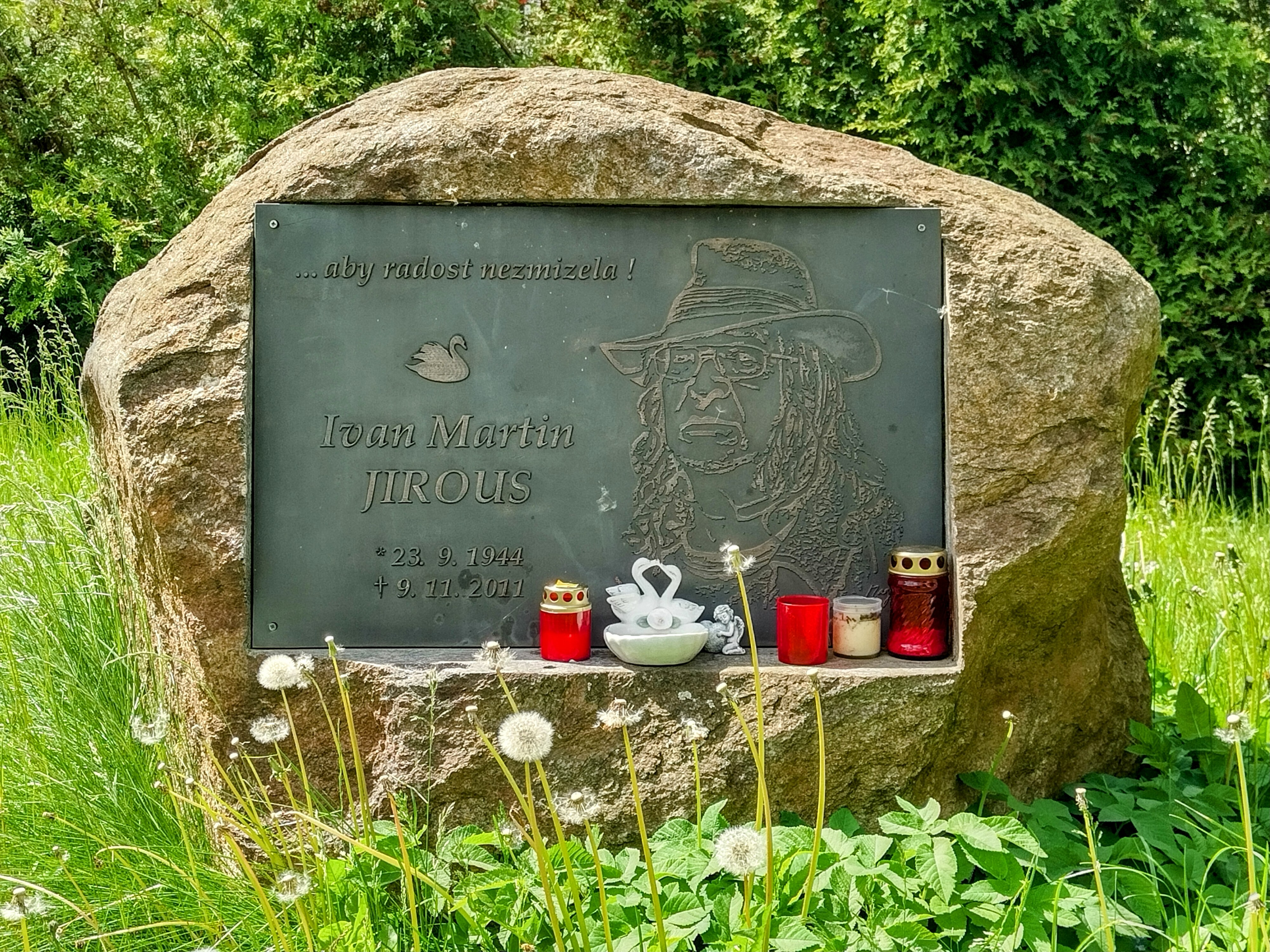
Іван Мартін Їроус
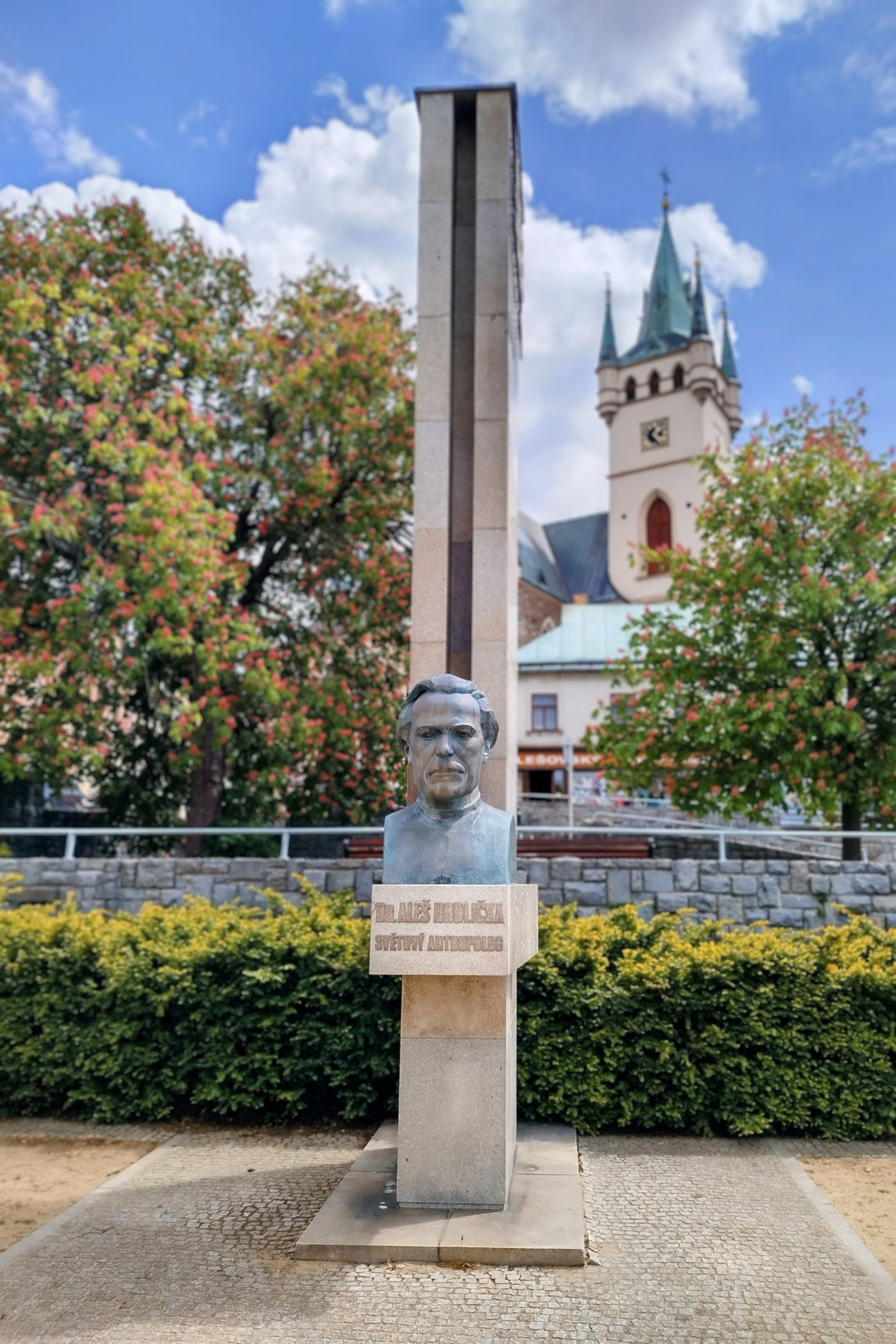
Алеш Грдлічка
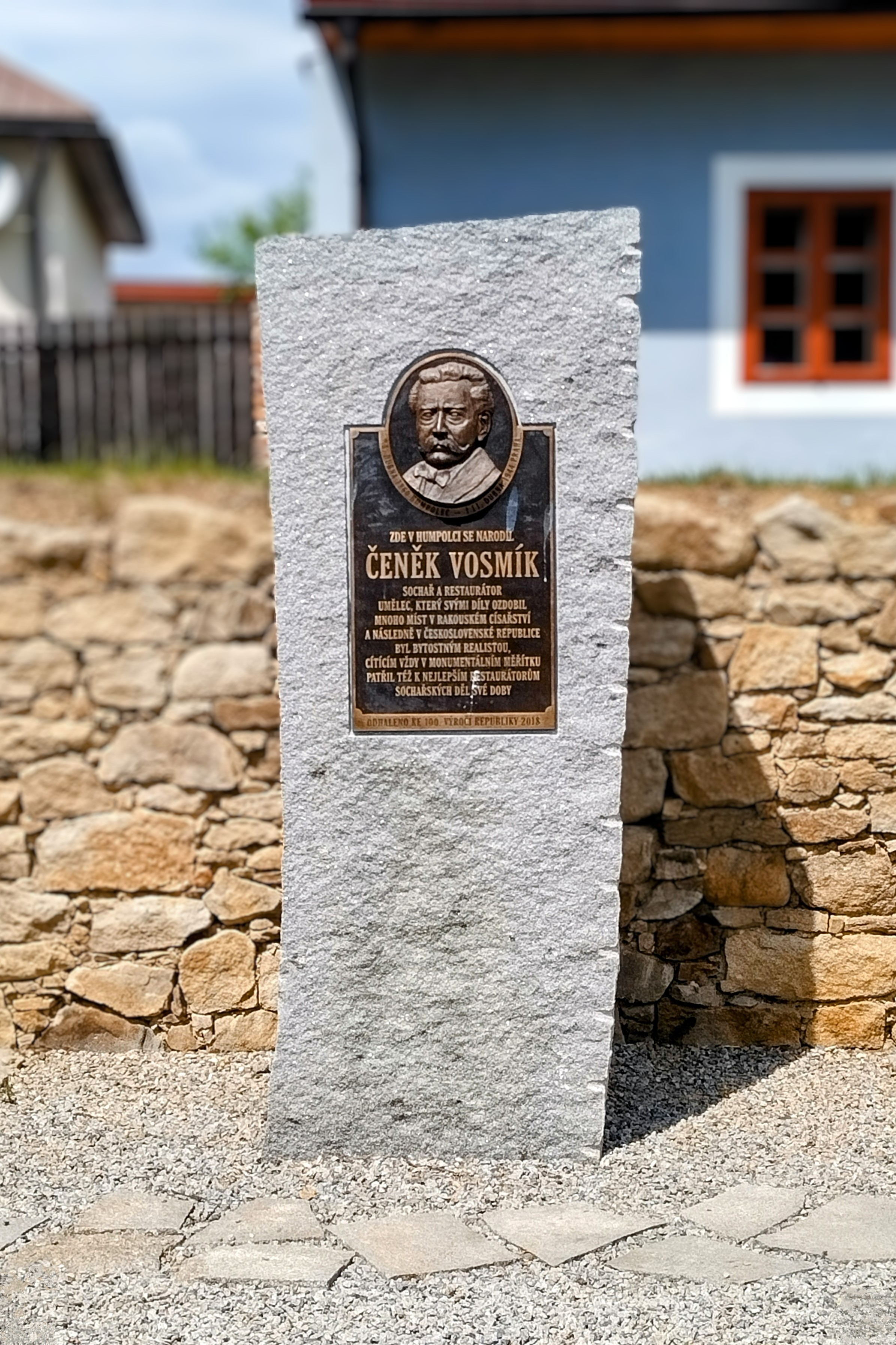
Ченек Восмик